# Lluis Claret
Pour les articles homonymes, voir Claret.
 (décembre 2023).
Si vous disposez d'ouvrages ou d'articles de référence ou si vous connaissez des sites web de qualité traitant du thème abordé ici, merci de compléter l'article en donnant les références utiles à sa vérifiabilité et en les liant à la section « Notes et références ».
Lluis Claret, né le 10 mars 1951 à Andorre-la-Vieille (Andorre), est un violoncelliste andorran. Il est le fils de l'homme politique Andreu Claret i Casadessús, le frère de l'humaniste Joan Claret, du journaliste Andreu Claret et du violoniste Gérard Claret. 

## Biographie
Lluis Claret commence ses études musicales dans la Principauté. Il se rend ensuite à Barcelone où il travaille sous la direction du frère de Pablo Casals, Enric Casals. Celui-ci sera son conseiller musical pendant de nombreuses années. Il étudie encore à Rome et Paris avec Radu Adulescu puis aux États-Unis (Bloomington, Indiana) avec Eva Janzer et György Sebök.
Lluis Claret obtient les premiers prix des concours internationaux de Bologne (1975), Pablo Casals (1976) et Mstislav Rostropovitch (1977). C'est alors que sa carrière se développe sur le plan international. Il est invité par les plus grands orchestres : National Symphony de Washington, Philharmonique de Moscou, Orchestre national de France, English Chamber Orchestra, Philharmonia Hungarica, Orchestre philharmonique tchèque, etc. Il a joué sous la direction de Mstislav Rostropovitch, Pierre Boulez, Karl Munchinger, Dmitri Kitayenko, Witold Lutosławski, George Malcolm et Václav Neumann. Il a donné régulièrement des master-classes et des concerts au Japon depuis 1994.
Son répertoire s'étend de Bach jusqu'aux compositeurs d'aujourd'hui : Boulez, Dutilleux, Lutosławski, Xenakis, Guinjoan, Halffter, etc. Il a beaucoup enregistré pour Harmonia Mundi, mais c'est pour Auvidis-Valois qu'il a gravé en novembre 1993 puis en 2003 pour le label Verso, l'intégrale des Suites de Bach et plus récemment un CD in memoriam Pau Casals.
En 1988, il est invité au Premier Congrès mondial de violoncellistes à Washington et fait partie régulièrement des jurys des concours internationaux les plus prestigieux (Rostropovitch, Olimpiada Cultural Barcelona 1992, Trapani, Leonard Rose, etc.). Depuis 1990, il se rend régulièrement au Banff Center for the Arts au Canada pour y donner des master-classes. Il est également invité chaque année depuis 1998, au Japon et en Corée, pour des concerts et des master-classes. Il a dirigé pendant de nombreuses années le Stage international de violoncelle à l'Abbaye Saint-Michel de Cuxa à Prades et participe régulièrement à l'Académie de Saint-Jean-de-Luz.
En France, Lluis Claret s'est produit dans de nombreux festivals (Lille, la Grange de Meslay, La Baule, Mai Musical de Bordeaux, Festival International de Colmar, Sonates d'Automne à Tours, Musique en Côte basque, Festival du Périgord noir, etc.). À Paris, il a interprété souvent Don Quichotte de Strauss, Salle Pleyel (avec l'Orchestre national de France, l'Orchestre des Concerts Lamoureux). Il joue régulièrement avec le pianiste Josep Colom avec qui il a donné un récital au Musée d'Orsay et trois concerts dans le cadre des Midis Musicaux au Châtelet. Il s'est produit dans la série des Concerts du Dimanche Matin au Théâtre des Champs-Élysées et plus récemment dans la série "Prades aux Champs-Élysées".
De 1981 à 1993, il a fait partie du Trio de Barcelone avec le violoniste Gérard Claret et le pianiste Albert G. Attenelle.
Lluis Claret est actuellement professeur de violoncelle au Conservatoire de musique de la Nouvelle-Angleterre  (États-Unis) et a enseigné à l'École supérieure de musique de Catalogne (Barcelone) ainsi qu'au conservatoire à rayonnement régional de Toulouse. Depuis 2003, il donne chaque année à l'abbaye de Fontfroide des masterclasses internationales.
Il a reçu la Creu de Sant Jordi, distinction décernée par la Generalitat de Catalogne, en 1996.